# Allée couverte de la petite Roche

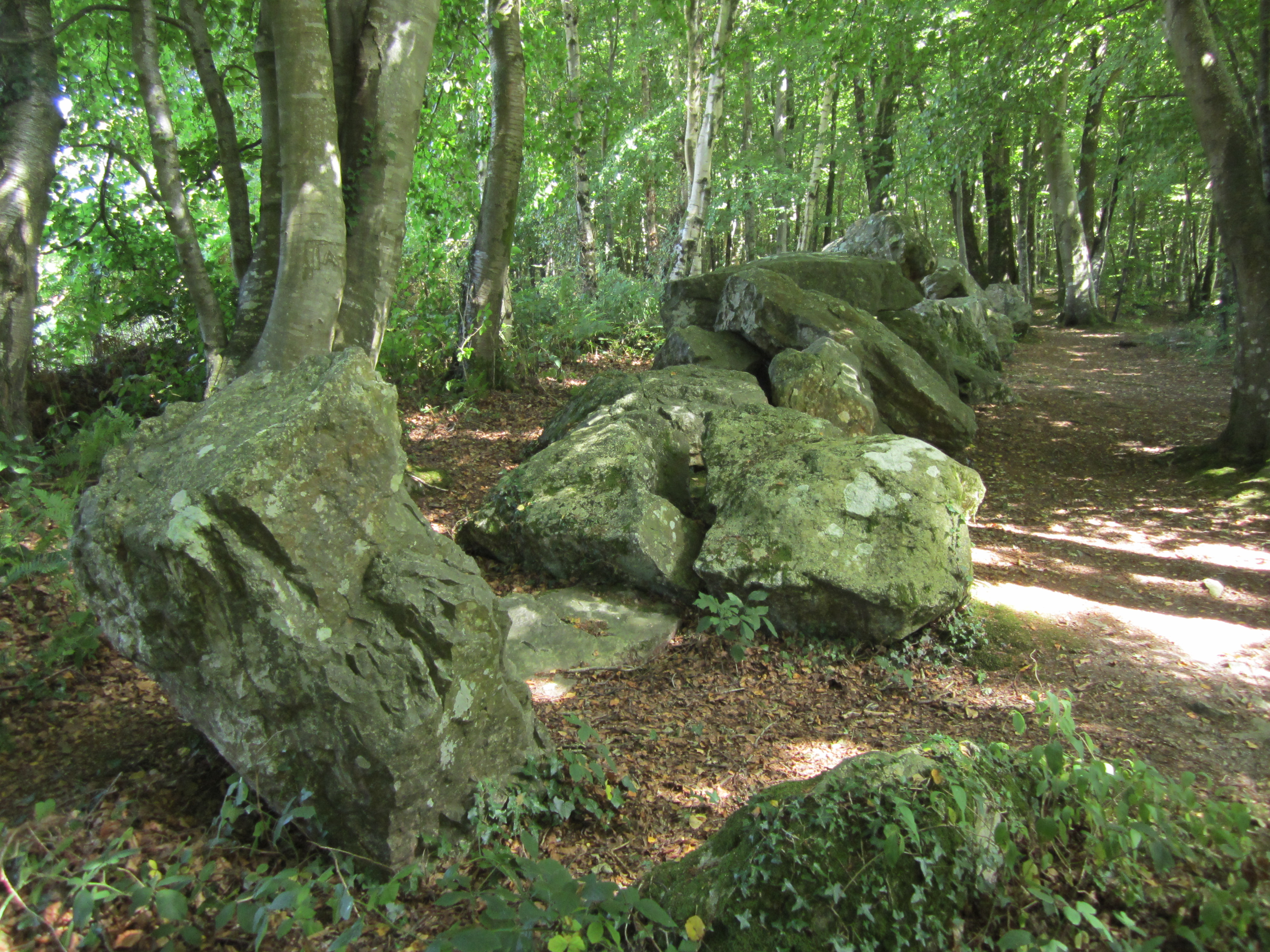
Allée couverte de la petite Roche

Das Galeriegrab Allée couverte de la petite Roche (auch Pierre aux Druides genannt) liegt im Wald „Bois de la Grosse Roche“, beim Weiler Le Cátillon, südlich von Rocheville auf der Halbinsel Cotentin im Département Manche in der Normandie in Frankreich.
Das Ost-West orientierte Galeriegrab, dessen Zugang sich im Osten befindet, ist etwa 19,0 m lang und besteht aus etwa 35 erhaltenen Steinen, davon sind fünf Deckenplatten. Beinahe alle Steine befinden sich nicht mehr in situ. Ursprünglich soll die Galerie aus 30 Trag- und neun Decksteinen bestanden haben. Es gibt Steine im umliegenden Wald, die wahrscheinlich Teile des Galeriegrabes sind.
Obwohl keine Ausgrabung stattgefunden hat, wurde in den 1870er Jahren in der Nähe eine geschliffene Axt aus Feuerstein gefunden. Die Länge betrug etwa 25,0 cm und die Breite an der Schneide 7,5 cm. Sie befindet sich im Museum von Cherbourg.
Das Galeriegrab ist seit 1906 als Monument historique eingestuft.
In der Nähe liegen der „Table des Fées von Rocheville“ (auch Allée couverte du Câtillon) und die Allée couverte de la Forge.